# 官路镇 (仙居县)
官路镇是中国浙江省仙居县所辖的一个镇。面积79.28平方千米，人口2.17万人。邮编：317309。

## 历史沿革
1958年称红旗公社，1961年更名官路公社，1984年改官路乡，1991年建官路镇。

## 行政区划
镇政府驻石井村。

下辖29个行政村：石井、永狮、坑口垟、西陈、大方垟、白岭脚、官路桥、萍溪、下王、增仁、桂坑、新桥、叶沙田、管山头、长塘、乌塘、后里吴、寺前万、北岙、林塘岸、长岗脚、乌眉潭、东张、上坪、郑固、湾村、大筻、大湾、田木。